# Soul II Soul
Soul II Soul ist eine britische Dance- und R&B-Band, die von ihrem Initiator Jazzie B (* 26. Januar 1963 in Hornsey, Nord-London, als Trevor Beresford Romeo) geleitet wird.

## Bandgeschichte
Soul II Soul wurde ursprünglich Mitte der 1970er Jahre von dem damals erst 13-jährigen Jazzie B und seinem Schulfreund Philip „Daddae“ Harvey als Sound system gegründet und hieß seit dem ersten Gig im Jahr 1977 Jah Rico. 1982 wurde dann der Name in Soul II Soul geändert. Die zunehmende Popularität führte zu legendären Partys im Africa Centre in Covent Garden und begann, die Musikszene der Schwarzen in Großbritannien zu beeinflussen. 1988 wurden sie schließlich von Virgin Records unter Vertrag genommen. Zunächst arbeiteten sie mit dem Produzenten Nellee Hooper sowie dem Reggae Philharmonic Orchestra zusammen. Es entstand ein R&B-Sound mit Elementen aus Philly Soul, Disco, Reggae und 1980er-Jahre-Hip-Hop.
Die ersten Singles Fairplay und Feel Free erreichten 1988 die britischen Charts. Mit dem von Caron Wheeler gesungenen Titel Keep on Movin’ gelang im Folgejahr der internationale Durchbruch. Back to Life (However Do You Want Me), das ebenfalls von Wheeler gesungen wurde, übertraf den Erfolg der Vorgänger-Single sogar noch. Das Debütalbum Club Classics Vol. I stieg auf Platz 1 der britischen Albumcharts und gewann 1990 zwei Grammys.
1990 veröffentlichten Soul II Soul ihr zweites Album Vol. II: 1990 – A New Decade, welches wiederum auf Platz 1 der britischen Charts stieg, und die Hit-Singles Get a Life und A Dream's a Dream, mit denen noch einmal der Einzug in viele internationale Hitparaden gelang. Die folgenden Auskopplungen People und Missing You konnten nicht an diesen Erfolg anknüpfen und platzierten sich lediglich in Deutschland bzw. in Großbritannien.
Auf den späteren Veröffentlichungen fehlte Nellee Hooper, der zwischenzeitlich als Starproduzent u. a. für Massive Attack, Björk und Madonna tätig war. Jazzie B. arbeitete nun verstärkt mit lose engagierten Gastmusikern und Sängern. Die Mischung aus schleppenden Bassläufen, dem Philadelphia-Sound angelehnten Soulharmonien und leichten Reggaeeinflüssen verlor jedoch zunehmend an Energie.
Bis in die späten 1990er Jahre gab es diverse Album- und Single-Veröffentlichungen, die zwar Chartnotierungen erreichten, aber nicht mehr an frühere Erfolge anknüpfen konnten. Seit Ende der 1990er veranstaltet das Soul-II-Soul-Soundsystem regelmäßig Party-Wochenenden. In der aktuellen Besetzung tritt die Band auch sporadisch live auf und veröffentlichte Ende 2016 unter dem Titel Origins: The Roots of Soul II Soul ein Studiokonzert als Album.
Neben der Musik existiert noch ein eigenes Modelabel.

## Diskografie

### Alben
| Jahr | Titel                                 | Höchstplatzierung, Gesamtwochen, AuszeichnungChartplatzierungen (Jahr, Titel, Platzierungen, Wochen, Auszeichnungen, Anmerkungen) | Höchstplatzierung, Gesamtwochen, AuszeichnungChartplatzierungen (Jahr, Titel, Platzierungen, Wochen, Auszeichnungen, Anmerkungen) | Höchstplatzierung, Gesamtwochen, AuszeichnungChartplatzierungen (Jahr, Titel, Platzierungen, Wochen, Auszeichnungen, Anmerkungen) | Höchstplatzierung, Gesamtwochen, AuszeichnungChartplatzierungen (Jahr, Titel, Platzierungen, Wochen, Auszeichnungen, Anmerkungen) | Höchstplatzierung, Gesamtwochen, AuszeichnungChartplatzierungen (Jahr, Titel, Platzierungen, Wochen, Auszeichnungen, Anmerkungen) | Anmerkungen                       |
| Jahr | Titel                                 | DE | AT | CH | UK | US | Anmerkungen                       |
| ---- | ------------------------------------- | --- | --- | --- | --- | --- | --------------------------------- |
| 1989 | Club Classics Vol. One                | DE13 (25 Wo.)DE | AT11 (16 Wo.)AT | CH12 (9 Wo.)CH | UK1 ×3Dreifachplatin · (60 Wo.)UK                                                                                                 | US14 ×3Dreifachplatin · (51 Wo.)US                                                                                                | auch: Keep on Movin’ (US-Version) |
| 1990 | Vol. II (1990 – A New Decade)         | DE15 (18 Wo.)DE | AT15 (14 Wo.)AT | CH14 (12 Wo.)CH | UK1 Platin · (20 Wo.)UK | US21 Gold · (19 Wo.)US |                                   |
| 1992 | Volume III – Just Right               | DE29 (18 Wo.)DE | AT24 (8 Wo.)AT | CH19 (8 Wo.)CH | UK3 Gold · (11 Wo.)UK | US88 (8 Wo.)US |                                   |
| 1993 | Volume IV – The Classic Singles 88–93 | — | — | — | UK10 Platin · (13 Wo.)UK | — |                                   |
| 1995 | Volume V – Believe                    | DE77 (5 Wo.)DE | AT39 (1 Wo.)AT | — | UK13 (4 Wo.)UK | — |                                   |
| 1997 | Time for Change                       | — | — | — | — | — |                                   |
| 1999 | @Remix.or.jp                          | — | — | — | — | — |                                   |

### Kompilationen
- 1998: [The.Club.Mix.Hits]
- 1998: The Greatest / ザ・グレイテスト (nur Japan)
- 1999: Jazzie’s Groove
- 2016: Origins: The Roots of Soul II Soul (Box mit 3 CDs)

### Singles
| Jahr | Titel Album                                                  | Höchstplatzierung, Gesamtwochen, AuszeichnungChartplatzierungen (Jahr, Titel, Album, Platzierungen, Wochen, Auszeichnungen, Anmerkungen) | Höchstplatzierung, Gesamtwochen, AuszeichnungChartplatzierungen (Jahr, Titel, Album, Platzierungen, Wochen, Auszeichnungen, Anmerkungen) | Höchstplatzierung, Gesamtwochen, AuszeichnungChartplatzierungen (Jahr, Titel, Album, Platzierungen, Wochen, Auszeichnungen, Anmerkungen) | Höchstplatzierung, Gesamtwochen, AuszeichnungChartplatzierungen (Jahr, Titel, Album, Platzierungen, Wochen, Auszeichnungen, Anmerkungen) | Höchstplatzierung, Gesamtwochen, AuszeichnungChartplatzierungen (Jahr, Titel, Album, Platzierungen, Wochen, Auszeichnungen, Anmerkungen) | Anmerkungen         |
| Jahr | Titel Album                                                  | DE | AT | CH | UK | US | Anmerkungen         |
| ---- | ------------------------------------------------------------ | --- | --- | --- | --- | --- | ------------------- |
| 1988 | Fairplay Club Classics Vol. One                              | — | — | — | UK63 (3 Wo.)UK | — | feat. Rose Windross |
| 1988 | Feel Free Club Classics Vol. One                             | — | — | — | UK64 (2 Wo.)UK | — | feat. Doreen        |
| 1989 | Jazzie’s Groove Club Classics Vol. One                       | — | — | — | — | — |                     |
| 1989 | Keep on Movin’ Club Classics Vol. One                        | DE13 (21 Wo.)DE | AT18 (10 Wo.)AT | CH18 (14 Wo.)CH | UK5 Silber · (14 Wo.)UK | US— PlatinUS | feat. Caron Wheeler |
| 1989 | Back to Life (However Do You Want Me) Club Classics Vol. One | DE4 (21 Wo.)DE | AT13 (10 Wo.)AT | CH2 (20 Wo.)CH | UK1 Platin · (14 Wo.)UK | US4 Platin · (28 Wo.)US | feat. Caron Wheeler |
| 1989 | Get a Life Vol. II (1990 – A New Decade)                     | DE6 (18 Wo.)DE | AT8 (13 Wo.)AT | CH12 (11 Wo.)CH | UK3 Silber · (13 Wo.)UK | US54 (11 Wo.)US |                     |
| 1990 | A Dream’s Dream Vol. II (1990 – A New Decade)                | DE15 (14 Wo.)DE | AT16 (7 Wo.)AT | CH14 (11 Wo.)CH | UK6 (6 Wo.)UK | US85 (5 Wo.)US |                     |
| 1990 | People Vol. II (1990 – A New Decade)                         | DE46 (10 Wo.)DE | — | — | — | — |                     |
| 1990 | Missing You Vol. II (1990 – A New Decade)                    | — | — | — | UK22 (7 Wo.)UK | — | feat. Kym Mazelle   |
| 1992 | Joy Volume III – Just Right                                  | DE21 (15 Wo.)DE | — | CH21 (11 Wo.)CH | UK4 (7 Wo.)UK | — |                     |
| 1992 | Move Me No Mountain Volume III – Just Right                  | — | — | — | UK31 (4 Wo.)UK | — | feat. Kofi          |
| 1992 | Just Right Volume III – Just Right                           | — | — | — | UK38 (2 Wo.)UK | — |                     |
| 1993 | Wish Volume IV – The Classic Singles                         | — | — | CH35 (4 Wo.)CH | UK24 (4 Wo.)UK | — |                     |
| 1995 | Love Enuff Volume V – Believe                                | DE74 (5 Wo.)DE | — | — | UK12 (6 Wo.)UK | — |                     |
| 1995 | I Care Volume V – Believe                                    | — | — | — | UK17 (4 Wo.)UK | — |                     |
| 1997 | Represent Time for Change                                    | — | — | — | UK39 (2 Wo.)UK | — |                     |
| 1997 | Pleasure Dome Time for Change                                | — | — | — | UK51 (1 Wo.)UK | — |                     |

## Auszeichnungen für Musikverkäufe
| Goldene Schallplatte - Australien - 1990: für das Album Vol. II (1990 – A New Decade) - Kanada - 1990: für die Single Back to Life (However Do You Want Me) - 1990: für das Album Vol. II (1990 – A New Decade) - Neuseeland - 1990: für das Album Club Classics Vol. One - Niederlande - 1990: für das Album Club Classics Vol. One - Schweden - 1989: für die Single Back to Life (However Do You Want Me) | Platin-Schallplatte - Kanada - 1989: für das Album Keep on Movin’ |

Anmerkung: Auszeichnungen in Ländern aus den Charttabellen bzw. Chartboxen sind in ebendiesen zu finden.
| Land/RegionAuszeichnungen für Musikverkäufe (Land/Region, Auszeichnungen, Verkäufe, Quellen) | Silber     | Gold     | Platin       | Verkäufe  | Quellen              |
| -------------------------------------------------------------------------------------------- | ---------- | -------- | ------------ | --------- | -------------------- |
| Australien (ARIA)                                                                            | —          | Gold1    | —            | 35.000    | aria.com.au          |
| Kanada (MC)                                                                                  | —          | 2× Gold2 | Platin1      | 200.000   | musiccanada.com      |
| Neuseeland (RMNZ)                                                                            | —          | Gold1    | —            | 10.000    | Einzelnachweise      |
| Niederlande (NVPI)                                                                           | —          | Gold1    | —            | 50.000    | nvpi.nl              |
| Schweden (IFPI)                                                                              | —          | Gold1    | —            | 25.000    | sverigetopplistan.se |
| Vereinigte Staaten (RIAA)                                                                    | —          | Gold1    | 5× Platin5   | 5.500.000 | riaa.com             |
| Vereinigtes Königreich (BPI)                                                                 | 2× Silber2 | Gold1    | 6× Platin6   | 2.600.000 | bpi.co.uk            |
| Insgesamt                                                                                    | 2× Silber2 | 8× Gold8 | 12× Platin12 |           |                      |